# Таскин, Владимир Алексеевич
Влади́мир Алексе́евич Та́скин (14 [26] мая 1894 — 24 января 1960) — советский актёр, заслуженный артист РСФСР (1956).

## Биография
Свою творческую деятельность Владимир Таскин начал ещё в 1917 году в качестве чтеца на сцене и эстраде Петрограда. В 1918—1919 годы Таскин работал артистом Петроградского театра художественной драмы, в 1919 году был зачислен слушателем студии Петроградского малого драматического театра. Отработав в 1920—1921 годах в Петроградском театре народного дома, он был принят слушателем в Петроградский институт сценических искусств.
С 1922 года Владимир Таскин продолжил свою деятельность уже в качестве актёра, режиссёра и преподавателя в студии Петроградского дома культуры Северо-Западной железной дороги.
В 1923—1924 годах — артист Петроградского театра новой драмы. В 1924—1931 годах — артист Московского Художественного театра. В 1931—1932 годах — актёр Ленинградский БДТ. В 1932 году — актёр и режиссёр Ленинградского театра комедии. В 1933—1934 годах — актёр и режиссёр Ленинградского мюзик-холла. В 1934—1935 годах — актёр Ленинградского театра киноактёра. В 1935—1936 годах — актёр Ленинградского театра под руководством Леонида Вивьена. В 1936—1958 годах — актёр Ленинградского Нового театра (с 1953 — Ленинградского театра им. Ленсовета).
Умер 24 января 1960 года.

## Творчество

### Фильмография
- 1928 — Каторга — начальник острога
- 1930 — Заговор мёртвых — человек в обмотках
- 1933 — Анненковщина — поручик Перефирицын
- 1933 — Иудушка Головлёв — Петенька
- 1935 — Дубровский — учитель французского
- 1935 — Три товарища — секретарь
- 1936 — Юность поэта — Фролов
- 1937 — Пугачёв — Сокольский
- 1938 — Маска — Жестяков
- 1938 — Враги — Бобоедов
- 1938 — Человек с ружьём — офицер
- 1944 — Сильва — князь Ронс
- 1945 — Небесный тихоход — немецкий лётчик
- 1949 — Александр Попов — Дурново
- 1949 — Встреча на Эльбе — дирижёр в комендатуре
- 1950 — Мусоргский — помещик
- 1951 — Пржевальский — Бенджамин Дизраэли
- 1952 — Римский-Корсаков — Соловьёв
- 1953 — Весна в Москве — Академик Петров/Рыбкин
- 1953 — Тени — князь Тараканов
- 1954 — Герои Шипки — Бенджамин Дизраэли
- 1955 — Дело — Важное лицо
- 1955 — Костёр бессмертия — Генрих III, король Франции
- 1956 — Медовый месяц — врач
- 1959 — Хождение по мукам — Леон Чёрный